# Bertrand de Thessy
Bertrand de Thessy ou Bertrand Texi, né au XIIIe siècle et décédé en 1231 à Saint-Jean-d'Acre en Terre sainte, est le quinzième supérieur de L'Hospital de l'ordre de Saint-Jean de Jérusalem entre 1228 et 1230 ou 1231.

## Biographie
Reçu dans l'ordre de Saint-Jean de Jérusalem, il participe à la sixième croisade. Bertrand de Thessy est élu pour succéder au supérieur de l'Ordre à la mort, après le 1er mars 1228, de Garin de Montaigu et il ne peut avoir été grand maître après le 1er mai 1231 puisque Guérin Lebrun était déjà en fonction.
Nous n'avons aucune information sur son pays d'origine, il peut être d'Italie mais plus surement de France.

## La sixième croisade
L'élection à la responsabilité de grand maître de Bertrand de Thessy correspond à l'arrivée de l'empereur Frédéric II en Terre sainte. Il a embarqué à Brindisi le 28 juin 1228 et, après un séjour à Chypre du 21 juillet au 3 septembre pour régler à son profit la suzeraineté sur l'île, puis débarque à Saint-Jean-d'Acre le 7 septembre. Il est précédé d'une mauvaise réputation, il a été excommunié par le pape Grégoire IX en 29 septembre 1228. Celui-ci avait interdit à tout chrétien tous les lieux où Frédéric poserait le pied, demander au patriarche de promulguer la sentence excommunication et aux trois ordres militaires de lui refuser obéissance. Thessy refusa de le reconnaître comme roi de Jérusalem suivi en cela par les Templiers tandis que les Teutoniques, peu habitués à la désobéissance vis-à-vis d'un souverain allemand, se tenaient à l'écart.
Frédéric se retrouve à la tête d'un petit contingent et en novembre 1228 prend la direction de Jaffa. Il était suivi de loin par les Templiers et les Hospitaliers qui voyaient d'un mauvais œil Frédéric s'engager ainsi au milieu des troupes du sultan d'Égypte Il ne cherchait pas l'affrontement mais la négociation qui finit par aboutir le 18 février 1229. Ainsi Jérusalem, Bethléem et Nazareth revenaient aux Francs de Frédéric. Ce traité de paix d'une durée de dix ans, six mois et dix jours devait commencer le 24 février 1229. Il était plus intéressant sur le parchemin que dans la réalité, les Musulmans gardaient tous les points stratégiques. L'empereur avait atteint son but, rentrer à Jérusalem et se faire couronner toi de Jérusalem, c'est ce qu'il fit le 18 mars 1229 mais il se couronna lui-même, personne ne voulait enfreindre les ordres papaux. De retour à Saint-Jean d'Acre, et devant l'hostilité s'embarqua pour l'Italie le 1er mai 1229.
Thessy, mais avec lui, les Templiers et le patriarche, au nom du clergé de Terre sainte, refusent le traité la principauté d'Antioche et du comté de Tripoli étaient absents du traité, les Chrétiens n'avaient pourtant jamais compté les efforts faits pour les défendre, mais aussi de laisser les deux sanctuaires aux Musulmans : le temple de Notre-Seigneur (la mosquée d'Omar) et le Temple de Salomon (la mosquée al-Aqsa). Les Hospitaliers et les Templiers ayant profité du fait qu'ils étaient exclus du traité avaient, à l'automne 1229, mené une incursion heureuse dans le nord du pays contre les Musulmans de la forteresse de Montferrand et une expédition désastreuse sur Hama en juillet et août 1230. L'espoir revient quand Frédéric obtient du pape d’être relevé de l'excommunication le 28 août et qu'il restituait aux Hospitaliers et aux Templiers les biens confisqués en Sicile.
Mais Thessy restait très réservé et mourut sans jamais se départir de cette réserve vis-à-vis de Frédéric.

## Sources bibliographiques
- Nicole Bériou et Philippe Josserand, Prier et combattre, Dictionnaire européen des ordres militaires au Moyen Âge, Fayard, Paris, 2009
- J. Delaville Le Roulx, Les hospitaliers en terre sainte et à Chypre 1100 à 1310, Paris, Ernest Leroux, 1904
- Alain Demurger, Les Hospitaliers, De Jérusalem à Rhodes 1050-1317, Tallandier, Paris, 2013